# Округ Тилт (Џорџија)
Тилт (енгл. Tift County) је округ у америчкој савезној држави Џорџија.

## Демографија
По попису из 2010. године број становника је 40.118, што је 1.711 (4,5%) становника више него 2000. године.
| Група             | 2000.          | 2010.          |
| Белци             | 24.092 (62,7%) | 23.555 (58,7%) |
| Афроамериканци    | 10.760 (28,0%) | 11.618 (29,0%) |
| Азијати           | 375 (1,0%)     | 512 (1,3%)     |
| Хиспаноамериканци | 2.944 (7,7%)   | 4.037 (10,1%)  |
| Укупно            | 38.407         | 40.118         |